# 南充话
南充話即居住在中国四川省南充市城区内的南充本地人所使用的语言，属于成渝方言。而南充城区以西流行的西路方言（嘉陵区龙泉、太和、双桂、龙蟠、桃园、积善、礼乐等乡镇）属于岷赤小片，与南充城区方言有较大差异。

## 1941年資料
記音人董同龢，受訪人為四川大學學生（其教師亦講本地話），歲數20，幼時在本地讀中小學，原籍南充城內，未曾學國語，不能說別處話。
兩者音位除/iai/外幾乎一致。

### 聲母
資料提及成都送氣清音爆破較強，未提及南充具此特徵。
ts組讀音更近國音。
/fu/摩擦較強且成都/xu/為所混同。/x/摩擦弱，時而讀[h]或小舌音。

### 韻母
/-ai/的i尾有時稍緊，無/iai/。
/ian/、/yan/各對應成都的/ien/、/yen/，其a近似æ，韻尾穩固。

### 聲調
陽平(31)略有別於成都，仍是低降調，此外與成都無異。

## 1960年資料
1950年代四川省教育廳與諸大學對當時省內漢族地區150縣市人民委員會所在地口音（發音人多為剛離家的青年學生）進行調查。
代表字中南充與成都只有「界」字韻母音位不同。南充為/iai/，成都為/ai/。